# Мезиб
Мезиб (рус. Мезыб) малена је река на југу европског дела Руске Федерације. Протиче преко територија Геленџичког округа на југозападу Краснодарске покрајине. Део је басена Црног мора у које се улива на подручју села Дивноморскоје. 
Укупна дужина водотока је око 16 km, док је површина басена 194 km². Најзначајнија притока је река Адербијевка коју прима са леве стране 2,4 km узводно од свог ушћа. 